# Пригоди молодого Хемінгуея
«Пригоди юнака Хемінгуея» — американський пригодницький фільм 1962 року режисера Мартіна Рітта за мотивами напівавтобіографічного персонажа Ернеста Хемінгуея Ніка Адамса з Річардом Беймером у ролі Адамса. Сценарій написав А. Е. Хотчнер, спочатку назвавши фільм «Молодою людиною» Ернеста Хемінгуея. У ролях: Діана Бейкер, Джессіка Тенді, Рікардо Монтальбан, Елай Воллах, Артур Кеннеді та Пол Ньюман. Його випустили в липні 1962 року

## Сюжет
Нік Адамс — молодий непосидючий чоловік із сільського району штату Мічиган, який хоче гарно жити та побачити світ. Він залишає свою владну матір і благородного, але слабодухого батька-лікаря в подорожі по пересеченій місцевості. У своїх розгулах він зустрічає п'яного боксера, співчутливого телеграфіста та промоутера бурлескних шоу. Нік подає заявку на роботу репортера в нью-йоркську газету, але йому не вистачає досвіду. Під час роботи на бенкеті з обслуговуванням він чує промову красуні, яка запрошує водіїв-добровольців швидкої допомоги для італійської армії під час Першої світової війни, і, піддаючись, емоційному пориву, погоджується. Після прибуття йому призначають двомовного супутника, щоб допомогти йому, який не може повірити, що Нік зголосився б на таку посаду. Вони переживають жахи на полі бою, Нік поранений і закохується у свою медсестру, яка потім сама захворює і помирає в той момент, коли вони приймають свої весільні обітниці біля ліжка. Нарешті, повернувшись додому до своєї сім'ї, він приголомшений дізнавшись, що його батько помер, хвилюючись про Ніка.

## Актори
- Річард Беймер — Нік Адамс
- Діана Бейкер — Керолін
- Корінн Кальве — графиня
- Фред Кларк — містер Тернер
- Ден Дейлі — Біллі Кемпбелл
- Джеймс Данн — телеграфіст
- Хуано Ернандес — Багзів
- Артур Кеннеді — доктор Адамс
- Рікардо Монтальбан — майор Падула
- Пол Ньюман
- Сьюзен Страсберг — Розанна
- Джессіка Тенді — місіс Адамс
- Елай Воллак — Джон
- Едвард Біннс — Бракемен
- Філіп Бурнеф — міський редактор
- Тулліо Кармінаті — батько Розанни
- Марк Кавелл — Едді Болтон
- Чарльз Фредерікс — мер
- Саймон Окленд — Джо Болтон
- Майкл Дж. Поллард — Джордж
- Whit Bissell — Ludstrum
- Ліліан Адамс — індіанка
- Волтер Болдуін — диригент
- Лора Корнелл — королева бурлеску
- Міріам Голден — індійська акушерка
- Пітт Герберт — бармен
- Пет Хоган — Біллі Табешоу
- Барух Люмет — Морріс
- Берт Мустін — старий солдат
- Шеррі Стайгер — королева бурлеску
- Шерон Тейт — королева бурлеску
- Альфредо Вареллі — панотець Бен
- Мел Веллс — італійський сержант

## Виробництво
Джеррі Волд та А. Е. Готчнер звернулися до Хемінгуея, щоб отримати права на оповідання «Через річку та на деревах» або «Ніка Адамса». Хемінгуей не хотів продавати права на свій роман і хотів продати лише одну історію Ніка Адамса. Хотчнер запропонував купити права на 10 з 19 історій. Хемінгуей погодився за умови виконання певних умов, у тому числі гарантії того, що «Нік буде хорошим хлопчиком».
Джеррі Волд сказав, що він і режисер Мартін Рітт погодилися, що Річард Беймер буде «молодим актором, який, на мою думку, має найкращі шанси стати наступним Гері Купером».
Зйомки розпочалися 25 вересня 1961 року в Меллені, штат Вісконсін, і завершилися 22 січня у Вероні в Італії. Зйомки інтер'єрів передбачалося в Centro Sperimentale di Cinematografia в Римі, але це об'єкт було зайнято постановкою «Клеопатри» (1963), що змусило Hemingway's завершити свою студійну роботу таки у Сполучених Штатах Америки.
Джеррі Волд помер незадовго до виходу фільму в прокат.